# Брайън Джонсън
Брайън Джонсън (на английски: Brian Johnson) е британски музикант.

## Биография
Роден на 5 октомври 1947 г. Започва музикалната си кариера в глем рок групата Джорди през 1974 г. От 1980 е вокал на „Ей Си/Ди Си“, след като замества починалия Бон Скот. През същата година Джонсън записва и дебютния си албум с групата – Back in Black. Въпреки опасенията за хладно посрещане от страна на феновете, Браян е приет радушно и остава неразделна част от „Ей Си/Ди Си“. Някои от големите му хитове с бандата са Thunderstruck, Back in Black, You Shook Me All Night Long, Big Gun. Песента Big Gun е включена в саундтрака на филма Последният екшън герой.

## Преди AC/DC
Преди AC/DC Джонсън е в група на име Джорди от 1972, когато стартира неговата кариера. Едни от най-известните му песни като вокалист на групата са Can You Do It и House of the Rising Sun, която е кавър на група Енимълс. Бандата се разделя през 1978.